# Fortaleza de Bochorma
La Fortaleza de Bochorma (en idioma georgiano:ბოჭორმის ციხე),  es un complejo arquitectónico medieval en el este de Georgia, situado en el municipio de Tianeti en la región de Kajetia. Situado en un alto monte sobre el río Iori, el complejo consta de un castillo y una iglesia dodecagonal con cúpula, ambos del siglo X, así como otra pequeña iglesia de planta de salón y algunas otras estructuras accesorias. Todas las estructuras del complejo están semidestruidas o muy dañadas, y están inscritas en la lista de los Monumentos Culturales Inmuebles de Importancia Nacional.

## Historia
La fortaleza de Bochorma se menciona por primera vez en las crónicas medievales georgianas, en un relato de la invasión de la dinastía sayí de Georgia en el año 914. Cuando el ejército sayí avanzó hacia Bochorma, entonces uno de los principales bastiones del principado de Kajetia, la fortaleza fue abandonada sin luchar, en contraste con la anterior y firme defensa de la fortaleza de Ujarma. Más tarde, Bochorma fue capturado por Shurta, un hermano separado de Kvirike II de Kajetia (r. 929-976), y entregado por él a Jorge II de Abjasia. La fortaleza fue recuperada pronto por los kajetianos, pero la perdieron ante Bagrat III de Georgia en la guerra de 1008-1010. En 1069, Bagrat IV de Georgia canjeó a Bochorma y Ujarma con Aghsartan I de Kakheti a cambio del emir cautivo Fadl ibn Muhammad de Arrán, a quien Bagrat quería mantener como prisionero. La fortaleza de Bochorma funcionó hasta bien entrado el siglo XVIII, siendo renovada por el rey Heraclio II de Kartli-Kajetia en 1749.

## Arquitectura
El complejo de Bochorma está situado a 2 km al este del moderno pueblo de Bochorma, en la orilla izquierda del Iori, con vistas al valle del río desde una cresta de 300 m de altura en las laderas suroccidentales de la cordillera de Gombori. La fortaleza es relativamente accesible desde el este. De lo contrario, sus murallas siguen el terreno montañoso y desgastado, aprovechando al máximo las defensas naturales circundantes. La fortaleza ocupa una superficie de 1,5 ha. La parte interior de la ciudadela se asienta sobre un terreno irregular y está rodeada por un alto muro de cortina, con torres. La ciudadela contiene la iglesia abovedada de San Jorge, un palacio, una pequeña iglesia de planta de salón, una torre cilíndrica (diámetro exterior de 8 m) y algunas otras estructuras accesorias.

### Iglesia de San Jorge

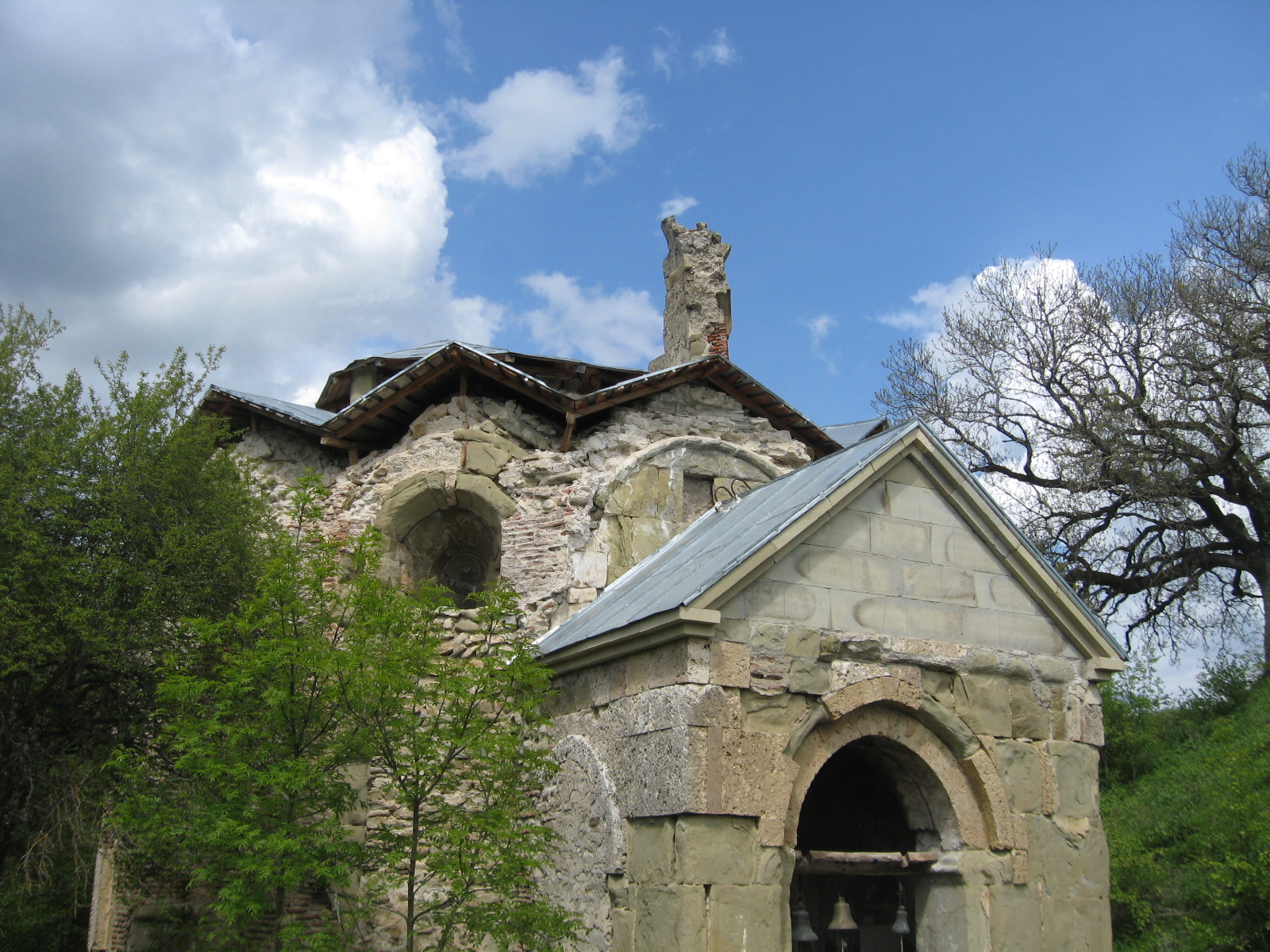
Iglesia de Bochorma de Sant Jorge.

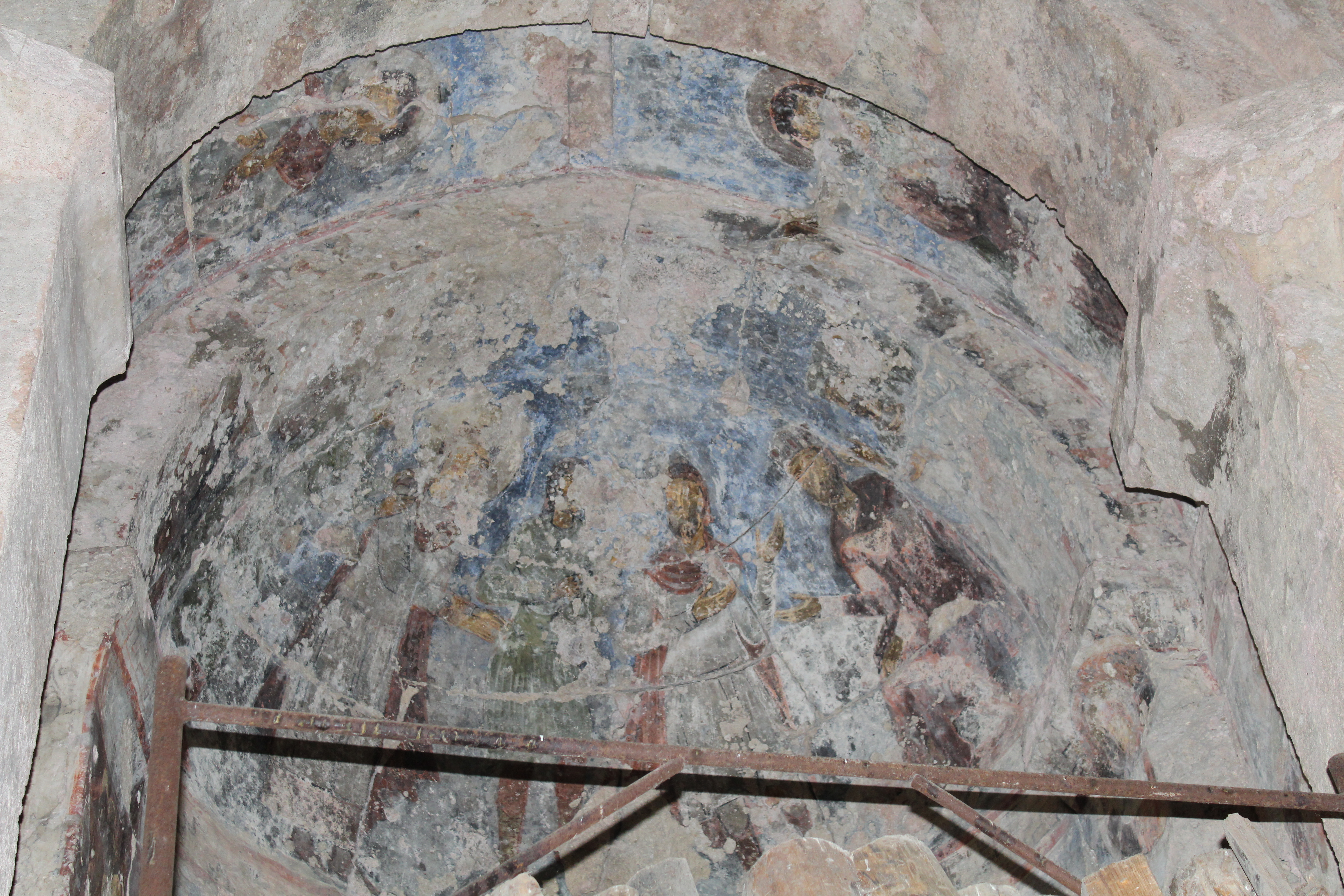
Frescos en la iglesia de San Jorge.

La iglesia de San Jorge es un hexagrama -un edificio con cúpulas de seis ábsides- construido originalmente en el siglo X o XI y desde entonces ha sido remodelado en varias ocasiones. Edificados con piedra arenisca, tanto los muros interiores como los exteriores fueron una vez revestidos con losas de piedra. Las entradas están situadas en los ábsides suroeste y noroeste. El porche suroeste está rematado por un campanario, que es un anexo del siglo XVII. El ábside del altar está delimitado por un iconostasio de ladrillo del siglo XVIII. La disposición exterior es dodecagonal, cada faceta está cubierta por un tejado a dos aguas. La base de la cúpula, ahora en ruinas, está perforada con seis ventanas. En el interior hay pinturas al fresco, que a juzgar por su estilo, datan de principios del siglo XII y se encuentran en muy mal estado de conservación. Representan escenas de la vida de Jesús y de San Jorge junto con retratos de varios santos.
En el registro más bajo del hueco del ábside del noreste de la iglesia está identificado un donante como el rey David IV de Georgia (r. 1089-1125). Está junto a una imagen del emperador bizantino Constantino el Grande y de su madre Helena. La iconografía ilustra la promoción de David de su condición de monarca cristiano y su derecho a la sucesión simbólica del emperador bizantino en la región, que únicamente se adquirió en 1104.

### Otras estructuras
Una pequeña iglesia cercana es una iglesia de planta de salón, con unas dimensiones de 4,7 × 3,7 m, construida con adoquines. Se trata de una estructura de finales de la Edad Media, con ábside semicircular y portada sur.
El palacio se encuentra en la pared sur de la fortaleza interior, al suroeste de la Iglesia de San Jorge. Es de planta rectangular (23 X 8 m) y parcialmente inclinada siguiendo el desnivel del terreno, su construcción se realizó con piedras. Fuertemente dañado, únicamente queda un piso —en aparicencia el único—. Consta de dos habitaciones de diferente medidas, conectadas por una puerta. Otros restos de  habitación al este de estas dos, se extienden hacia el oeste. Al sur se visualiza la existencia de dos amplios pasillos.